# Il frutto che vuoi
Il frutto che vuoi è un singolo di Mina, pubblicato nel 2009.

## Tracce
1. Il frutto che vuoi - 3:14 (Maurizio Morante - Axel Pani)

## Formazione
- Mina - voce
- Massimiliano Pani - arrangiamento
- Ugo Bongianni - programmazione e tastiere
- Lele Melotti - batteria (strumento musicale)batteria
- Faso - basso
- Luca Meneghello - chitarre
- Giulia Fasolino, Moreno Ferrara, Antonio Galbiati, Stefania Martin, Massimiliano Pani - cori